# دیدی دکواین
دیدی دکواین (به فرانسوی: Didier Decoin؛ زادهٔ ۱۳ مارس ۱۹۴۵ در بولونی-بیانکور) یک فیلم‌نامه‌نویس و نویسنده اهل فرانسه است.
از فیلم‌ها یا مجموعه‌های تلویزیونی که وی در آن‌ها نقش داشته‌است می‌توان به ناپلئون اشاره نمود.
وی در سال ۱۹۷۷ برندهٔ جایزه گنکور شد.